# تام مور
تام مور کارگردان ایرلندی می باشد.وی ۳ بار نامزد جایزه اسکار بهترین انیمیشن شده است.

## زندگی شخصی
مور در شهر نیوری ، شهرستان داون واقع در ایرلند شمالی متولد شد. او در کودکی به دلیل شغل پدرش به عنوان یک مهندس همراه با خانواده به شهر کیلکنی واقع در جنوب شرقی ایرلند نقل مکان کرد. مور در سال های نوجوانی به انجمن فیلمسازان جوان کیلکنی پیوست. او تحصیلات ش را کالج سنت کیران گذراند سپس در کالج بالی فرموت در دوبلین انیمیشن کلاسیک خواند.

## کارنامه حرفه ای
مور در سال پایانی تحصیلات ش در کالج بالی فرموت به همراه نورا توومی و پاول یانگ استودیو انیمیشن کارتون سالون را در کیلکنی تاسیس کرد. نخستین فیلم بلند مور راز کلز بود که به آن را به همراه نورا توومی کارگردانی نمود. این فیلم در سال ۲۰۰۹ در جشنواره بین‌المللی فیلم برلین به نمایش در آمد.
در سال ۲۰۱۴ مور دومین فیلم بلند خود را یعنی ترانه دریا را ساخت. این فیلم همانند راز کلز بر اساس داستان های عامیانه ایرلندی است به خصوص سلکی هاست. این فیلم یک موفقیت بزرگ برای مور بود و توانست نامزد جایزه اسکار بهترین فیلم پویانمایی در آن سال شود.
علاوه بر این مور در سال ۲۰۱۴ بخشی از کارگردانی انیمیشن پیامبر را به تهیه کنندگی سلما هایک را برعهده داشت.
مور در سال ۲۰۱۵ در وبلاگ خود در تامبلر و فیسبوک ش گفت که انیمشن بعدی او گرگ واکر ها نام دارد که همراه با راس استورات در استودیو کارتون سالون کارگردانی و تولید خواهد شد.

## فیلم شناسی

### فیلم ها
| سال  | عنوان                       | کارگردان | تهییه کننده | نویسنده | دیگر | ضمیمه                        |
| ---- | --------------------------- | -------- | ----------- | ------- | ---- | ---------------------------- |
| 2009 | The Secret of Kells         | آری      | آری         | آری     | آری  | اولین کارگردانی طراح کاراکتر |
| 2014 | ترانه دریا                  | آری      | آری         | آری     |      |                              |
| 2014 | Kahlil Gibran's The Prophet | آری      |             |         |      | بخش (On Love)                |
| 2017 | The Breadwinner             |          | آری         |         |      |                              |
| 2019 | ولف‌واکرز                    | آری      | آری         |         |      |                              |

### برنامه های تلویزیونی
| سال          | عنوان                       | تهیه کننده | دیگر | ضمیمه                       |
| ------------ | --------------------------- | ---------- | ---- | --------------------------- |
| 1999         | Under the Hawthorn Tree     |            | آری  | برنامه تلویزیونی طراح شخصیت |
| 2015–present | Puffin Rock                 | آری        |      | شرک سازنده                  |
| 2015         | Eddie of the Realms Eternal | آری        |      |                             |